# Saint-Paul (Oise)
Pour les articles homonymes, voir Saint-Paul.
Saint-Paul est une commune française située dans le département de l'Oise, en région Hauts-de-France.

## Géographie

### Localisation

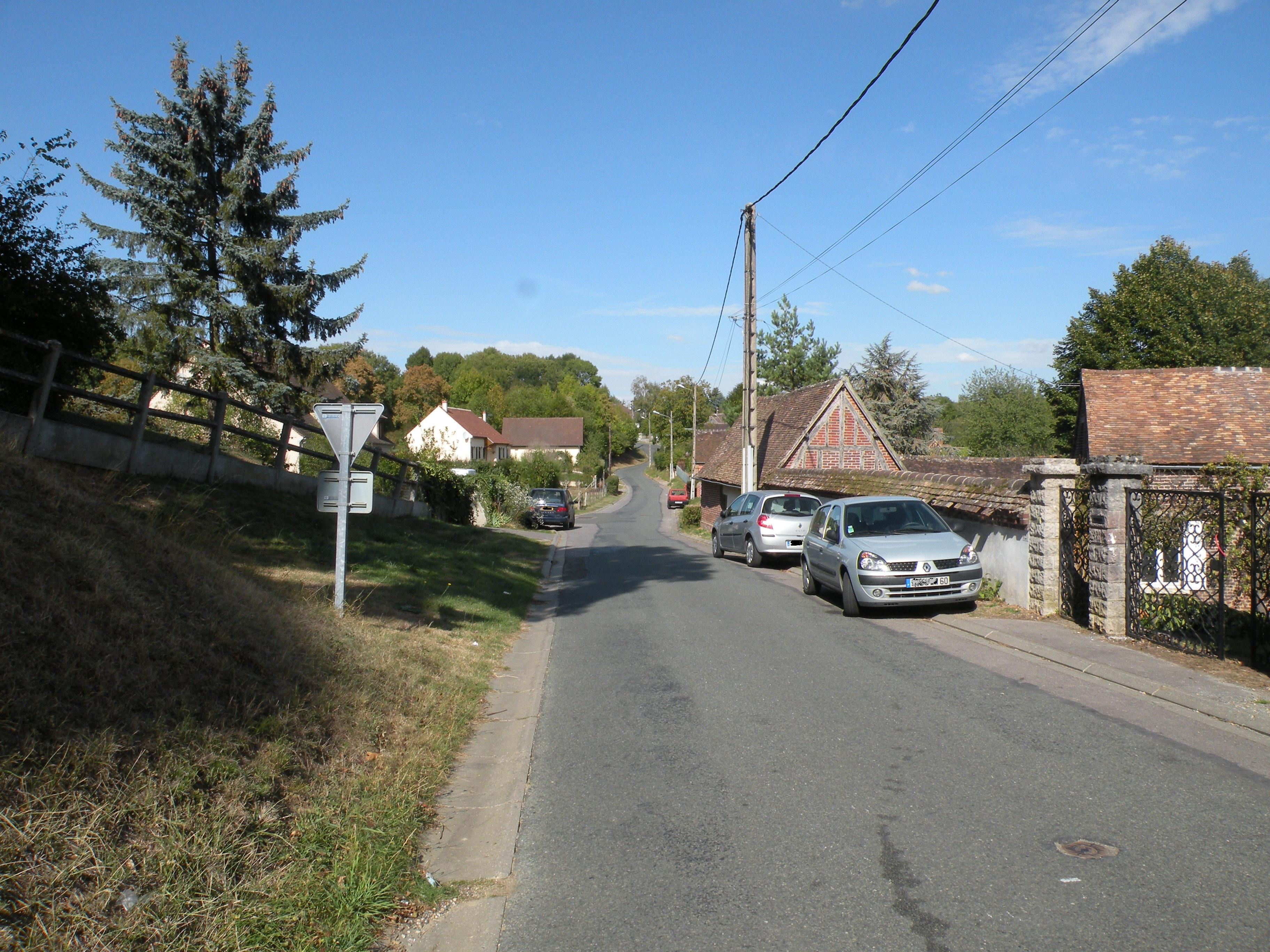
Une rue de Saint-Paul.

Le village est situé à 68 km au nord de Paris, 5 km à l'ouest de Beauvais, 65 km à l'est de Rouen et 55 km au sud d'Amiens.

### Communes limitrophes
| Saint-Germain-la-Poterie        | Saint-Germain-la-Poterie Le Mont-Saint-Adrien | Le Mont-Saint-Adrien Goincourt |
| Lachapelle-aux-Pots Ons-en-Bray | Saint-Paul                                    | Goincourt                      |
| Villers-Saint-Barthélemy        | Rainvillers Villers-Saint-Barthélemy          | Goincourt Rainvillers          |

### Hydrographie

#### Réseau hydrographique
La commune est située dans le bassin Seine-Normandie. Elle est drainée par l'Avelon, le ruisseau du Moulinet, le fossé 01 de la commune de Saint-Germain-la-Poterie, le fossé 01 de la commune de Saint-Paul, le fossé 04 de la commune de Saint-Paul, le ru de Boyauval, le ruisseau Morue et divers autres petits cours d'eau,.
L'Avelon, rivière affluente du Thérain lui-même affluent de l'Oise, prend sa source entre Senantes et Villembray, aux confins de l'Oise et de la Seine-Maritime. Elle entre dans la commune par l'ouest venant de Lachapelle-aux-Pots, puis à Saint-Paul, au hameau du Becquet-Saint-Paul plus précisément où elle passe dans la propriété du parc Saint-Paul et à proximité de plusieurs étangs. Elle sort de la commune par l'est et rejoint Aux-Marais, Goincourt puis Beauvais où elle se jette sur la rive droite du Thérain. Après le pont de la D 931, le ruisseau du Moulinet venant de Troussures la rejoint.
Le ru de Boyauval, prenant sa source au nord-ouest de la commune sur les hauts de Saint-Paul à 99 mètres d'altitude, traverse le bois de Froidmont avant de rejoindre l'Avelon au Becquet-Saint-Paul. À proximité du ruisseau se trouve une fontaine : la Fontaine-qui-Bout.

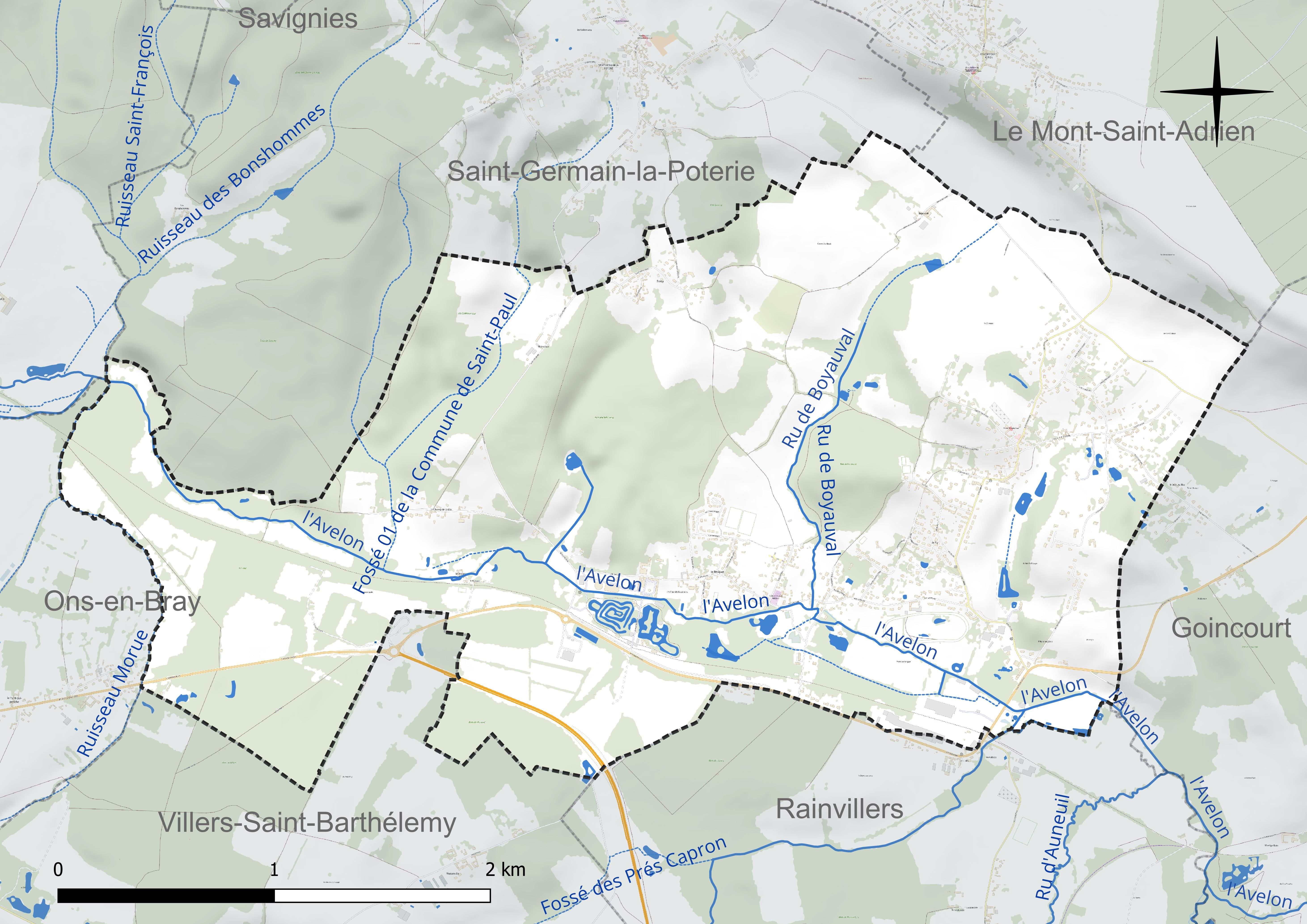
Réseau hydrographique de Saint-Paul.

#### Gestion et qualité des eaux
Le territoire communal est couvert par le schéma d'aménagement et de gestion des eaux (SAGE) « Sensée ». Ce document de planification concerne un territoire de 1 219 km2 de superficie, délimité par le bassin versant du Thérain. Le périmètre a été arrêté le 27 janvier 2023 et le SAGE proprement dit est, en 2024, en cours d'élaboration. La structure porteuse de l'élaboration et de la mise en œuvre est le syndicat intercommunal de la Vallée du Thérain (SIVT).
La qualité des cours d'eau peut être consultée sur un site dédié géré par les agences de l'eau et l'Agence française pour la biodiversité.

### Climat
Pour des articles plus généraux, voir Climat des Hauts-de-France et Climat de l'Oise.
En 2010, le climat de la commune est de type climat océanique dégradé des plaines du Centre et du Nord, selon une étude du CNRS s'appuyant sur une série de données couvrant la période 1971-2000. En 2020, Météo-France publie une typologie des climats de la France métropolitaine dans laquelle la commune est exposée à un climat océanique et est dans une zone de transition entre les régions climatiques « Sud-ouest du bassin Parisien » et « Nord-est du bassin Parisien ».
Pour la période 1971-2000, la température annuelle moyenne est de 10,4 °C, avec une amplitude thermique annuelle de 14,3 °C. Le cumul annuel moyen de précipitations est de 749 mm, avec 11,9 jours de précipitations en janvier et 8,1 jours en juillet. Pour la période 1991-2020, la température moyenne annuelle observée sur la station météorologique la plus proche, située sur la commune de Tillé à 9 km à vol d'oiseau, est de 11,0 °C et le cumul annuel moyen de précipitations est de 655,5 mm,. Pour l'avenir, les paramètres climatiques de la commune estimés pour 2050 selon différents scénarios d'émission de gaz à effet de serre sont consultables sur un site dédié publié par Météo-France en novembre 2022.

## Urbanisme

### Typologie
Au 1er janvier 2024, Saint-Paul est catégorisée bourg rural, selon la nouvelle grille communale de densité à sept niveaux définie par l'Insee en 2022.
Elle appartient à l'unité urbaine de Saint-Paul, une agglomération intra-départementale regroupant trois  communes, dont elle est ville-centre,,. Par ailleurs la commune fait partie de l'aire d'attraction de Beauvais, dont elle est une commune de la couronne,. Cette aire, qui regroupe 162 communes, est catégorisée dans les aires de 50 000 à moins de 200 000 habitants,.

### Occupation des sols
L'occupation des sols de la commune, telle qu'elle ressort de la base de données européenne d'occupation biophysique des sols Corine Land Cover (CLC), est marquée par l'importance des territoires agricoles (48,2 % en 2018), une proportion sensiblement équivalente à celle de 1990 (48,9 %). La répartition détaillée en 2018 est la suivante : 
forêts (34,3 %), prairies (30,4 %), zones urbanisées (14,1 %), terres arables (13,4 %), zones agricoles hétérogènes (4,4 %), espaces verts artificialisés, non agricoles (3,4 %). L'évolution de l'occupation des sols de la commune et de ses infrastructures peut être observée sur les différentes représentations cartographiques du territoire : la carte de Cassini (XVIIIe siècle), la carte d'état-major (1820-1866) et les cartes ou photos aériennes de l'IGN pour la période actuelle (1950 à aujourd'hui).

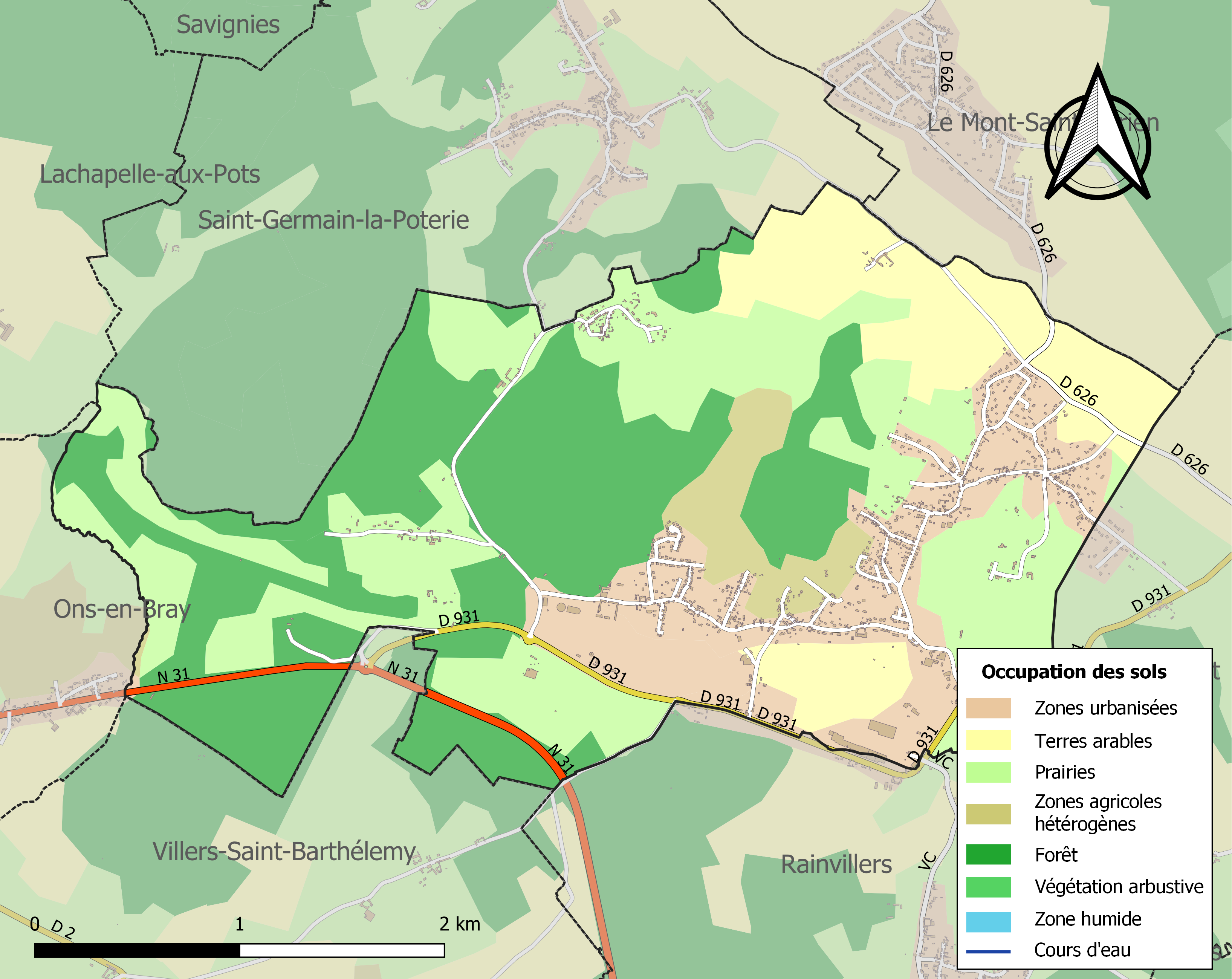
Carte des infrastructures et de l'occupation des sols de la commune en 2018 (CLC).

### Voies de communications et transports
La route nationale 31 E46, axe routier de Rouen à Reims passe au sud de la commune de Saint-Paul en venant de Rouen par l'ouest et en se dirigeant vers Beauvais puis Reims par l'est. Elle connaît un trafic assez dense jusqu'en 2009 où le contournement sud de Beauvais est ouvert à la circulation. Toutefois, elle demeure toujours en "rouge" ou "vert" sur les cartes routières car la déviation est trop longue pour certains automobilistes et le trafic demeure assez fréquenté malgré l'interdiction des poids lourds sur la RD 931.
La commune est traversée par l'avenue verte London-Paris, itinéraire cyclable qui relie Paris à Londres. Celle-ci a été réalisée sur le parcours de l'ancienne  ligne de Goincourt à Gournay - Ferrières.
La commune est desservie, en 2023, par les lignes 511, 518, des lignes scolaires et le service de transport à la demande Corolis à la demande - Zone Centre du réseau Corolis ainsi que par les lignes 610, 611, 6138 et 6148 du réseau interurbain de l'Oise.

## Toponymie
Le nom de la localité est attesté sous les formes ad sanctum Paulum (1115) ; de Sancto Paulo (1128) ; terra in valle Si Pauli (1136) ; coenobium beatoe Marioe de Sancto Paulo (1136) ; in villa S. Pauli (vers 1147) ; abbatia S. Pauli (1150) ; Sanctus Paulus in Peleival (1247) ; Saint Paul les nonnains (1247) ; nostre Dame de Sainct Pol pres Beauvoys (1270) ; le couvant de Nostre Dame de seint Pol (1280) ; Saint Pol (1286) ; Nostre Dame de Saint Pol jouste Biauvez (1286) ; de Sancto Paulo juxta Belvacum (1297) ; inter Goyncurtem et Sanctum Paulum (XIIIe) ; B. Marie S. Pauli juxta Belvacum (1338) ; N.D. de S. Pol jouxte Beauvez (1347) ; Saint Pol emprez Beauvais (1373) ; Sainct Pol lez beauvays (1383) ; S. Pol les nonains (1451) ; Saint Pol les nonnains (1454) ; Sainct Paol (1454) ; Saint Pol (1454) ; Saint Paul les nonains (1460) ; Saint Pol lez Beauvais (1478) ; Saint Pol lès Beauvais (1478) ; Sainct Paoul les nonains (XVe) ; Sainct Paoul (1507) ; St Pol (1667) ; Saint Paul la Vallée (1794) ; Paul les Beauvais (1794) ; Paul la Vallée (1795) ; Paul (1795) ; Saint Paul lès Beauvais (XIXe) ; Saint-Paul (1840).

Saint-Paul est un hagiotoponyme.

## Histoire

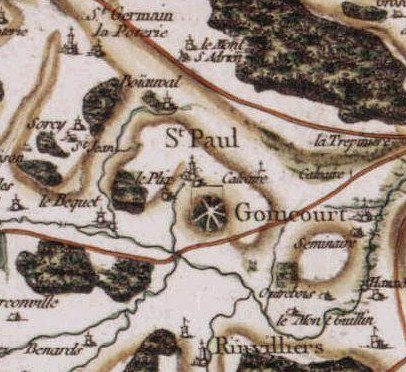
Saint-Paul, carte de Cassini de Beauvais.

L'abbaye de Saint-Paul est fondée au VIe siècle par sainte Angadrême, patronne de Beauvais et fille du grand référendaire de Clotaire III. Cet oratoire, détruit au VIIIe siècle par les Normands, devient une abbaye royale de bénédictines en 1036, qui subsiste jusqu'en 1792.
L'abbaye est alors transformée en prison et caserne puis en faïencerie.
En 1835, la commune de Saint-Paul, instituée par la Révolution française, cède un hameau qui devient la commune du Mont-Saint-Adrien.
Le bourg a été desservi par la ligne de Goincourt à Gournay - Ferrières, mise en service en 1870 et fermée en 2013. Une gare avait été construite, située 500 mètres après la bifurcation avec la ligne Beauvais-Gisors.

## Politique et administration
Rattachements administratifs

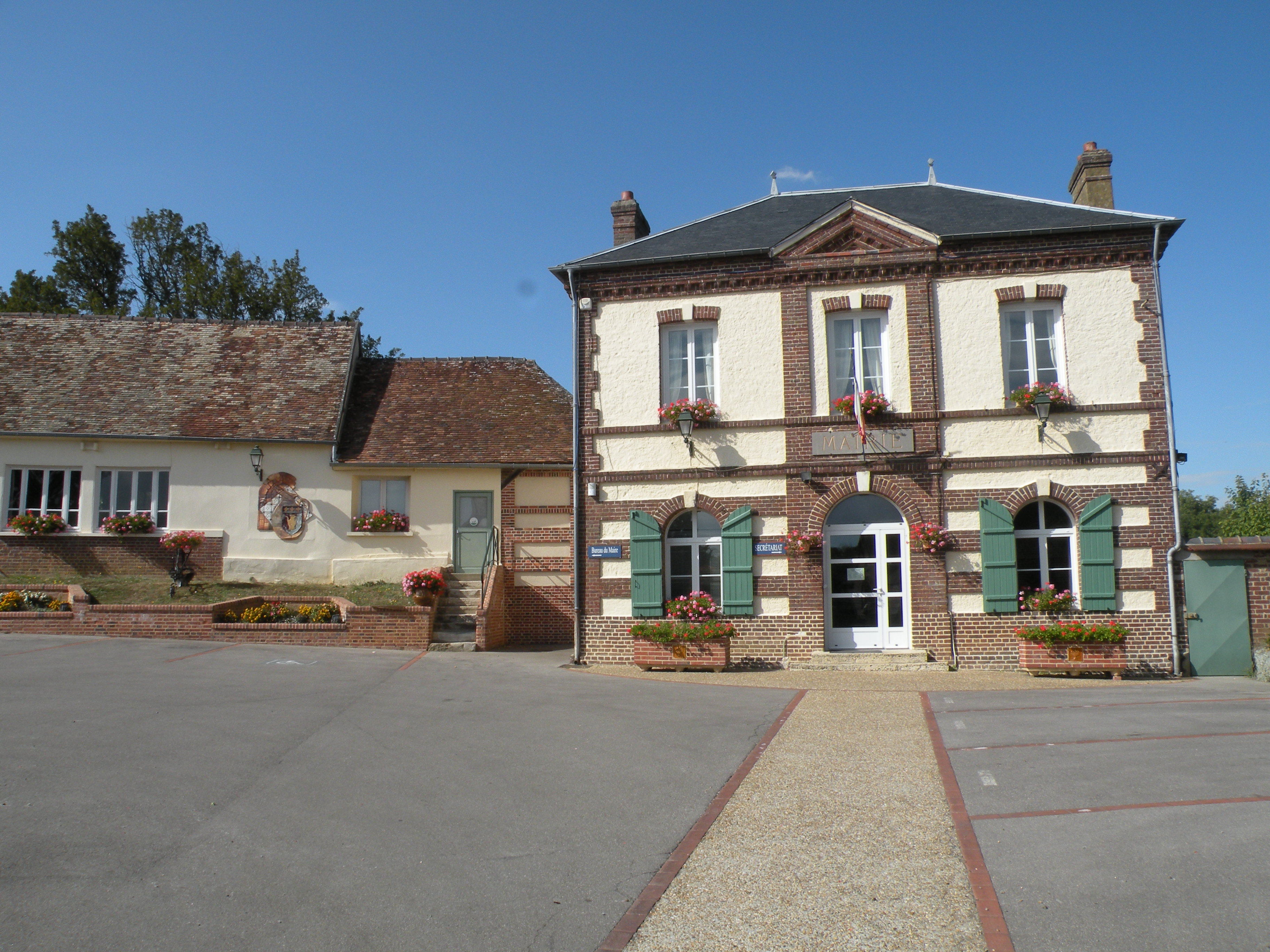
La mairie.

La commune se trouve  dans l'arrondissement de Beauvais du département de l'Oise.
Elle faisait partie depuis 1801 du canton d'Auneuil. Dans le cadre du redécoupage cantonal de 2014 en France, cette circonscription administrative territoriale a disparu, et le canton n'est plus qu'une circonscription électorale.
Rattachements électoraux
Pour les élections départementales, la commune fait partie depuis 2014 du canton de Beauvais-2
Pour l'élection des députés, elle fait partie de la deuxième circonscription de l'Oise.

### Intercommunalité
Saint-Paul fait partie de la communauté d'agglomération du Beauvaisis, un établissement public de coopération intercommunale (EPCI) à fiscalité propre, dont la première création date de 2004.

### Liste des maires
| Période                                  | Période                       | Identité     | Étiquette | Qualité |
| ---------------------------------------- | ----------------------------- | ------------ | --------- | --- |
| Les données manquantes sont à compléter. |                               |              |           | |
| 1977                                     | 1992                          | Gérard Hédin |           | Ancien dirigeant de Givenchy puis de Havas |
| Les données manquantes sont à compléter. |                               |              |           | |
| 2001                                     | En cours (au 10 juillet 2020) | Gérard Hédin |           | Ancien dirigeant de Givenchy puis de Havas Vice-président de la CA du Beauvaisis (2014 → ) chevalier de l'Ordre national du mérite Réélu pour le mandat 2020-2026 |

## Population et société

### Démographie

#### Évolution démographique
L'évolution du nombre d'habitants est connue à travers les recensements de la population effectués dans la commune depuis 1793. Pour les communes de moins de 10 000 habitants, une enquête de recensement portant sur toute la population est réalisée tous les cinq ans, les populations de référence des années intermédiaires étant quant à elles estimées par interpolation ou extrapolation. Pour la commune, le premier recensement exhaustif entrant dans le cadre du nouveau dispositif a été réalisé en 2007.

En 2022, la commune comptait 1 612 habitants, en évolution de +5,15 % par rapport à 2016 (Oise : +0,87 %, France hors Mayotte : +2,11 %).
| 1793  | 1800  | 1806  | 1821  | 1831  | 1836 | 1841 | 1846 | 1851 |
| ----- | ----- | ----- | ----- | ----- | ---- | ---- | ---- | ---- |
| 1 039 | 1 010 | 1 091 | 1 139 | 1 203 | 766  | 811  | 850  | 770  |

| 1856 | 1861 | 1866 | 1872 | 1876 | 1881 | 1886 | 1891 | 1896 |
| ---- | ---- | ---- | ---- | ---- | ---- | ---- | ---- | ---- |
| 747  | 758  | 720  | 660  | 645  | 652  | 669  | 647  | 636  |

| 1901 | 1906 | 1911 | 1921 | 1926 | 1931 | 1936 | 1946 | 1954 |
| ---- | ---- | ---- | ---- | ---- | ---- | ---- | ---- | ---- |
| 676  | 632  | 586  | 555  | 596  | 504  | 483  | 539  | 549  |

| 1962 | 1968 | 1975 | 1982  | 1990  | 1999  | 2006  | 2007  | 2012  |
| ---- | ---- | ---- | ----- | ----- | ----- | ----- | ----- | ----- |
| 562  | 633  | 849  | 1 034 | 1 206 | 1 423 | 1 526 | 1 541 | 1 516 |

| 2017  | 2022  | - | - | - | - | - | - | - |
| ----- | ----- | - | - | - | - | - | - | - |
| 1 531 | 1 612 | - | - | - | - | - | - | - |

La chute démographique observée en 1836 correspond à la création du  Mont-Saint-Adrien, qui dépendait auparavant de Saint-Paul.

#### Pyramide des âges
La population de la commune est relativement jeune.
En 2018, le taux de personnes d'un âge inférieur à 30 ans s'élève à 32,6 %, soit en dessous de la moyenne départementale (37,3 %). À l'inverse, le taux de personnes d'âge supérieur à 60 ans est de 24,1 % la même année, alors qu'il est de 22,8 % au niveau départemental.
En 2018, la commune comptait 778 hommes pour 784 femmes, soit un taux de 50,19 % de femmes, légèrement inférieur au taux départemental (51,11 %).
Les pyramides des âges de la commune et du département s'établissent comme suit.
| Hommes | Classe d’âge | Femmes |
| ------ | ------------ | ------ |
| 0,5    | 90 ou +      | 0,5    |
| 5,9    | 75-89 ans    | 7,2    |
| 16,7   | 60-74 ans    | 17,4   |
| 27,2   | 45-59 ans    | 26,3   |
| 16,8   | 30-44 ans    | 16,4   |
| 16,0   | 15-29 ans    | 15,6   |
| 16,9   | 0-14 ans     | 16,7   |

| Hommes | Classe d’âge | Femmes |
| ------ | ------------ | ------ |
| 0,5    | 90 ou +      | 1,4    |
| 5,5    | 75-89 ans    | 7,6    |
| 15,6   | 60-74 ans    | 16,3   |
| 20,8   | 45-59 ans    | 20     |
| 19,4   | 30-44 ans    | 19,4   |
| 17,6   | 15-29 ans    | 16,2   |
| 20,6   | 0-14 ans     | 19,1   |

## Économie

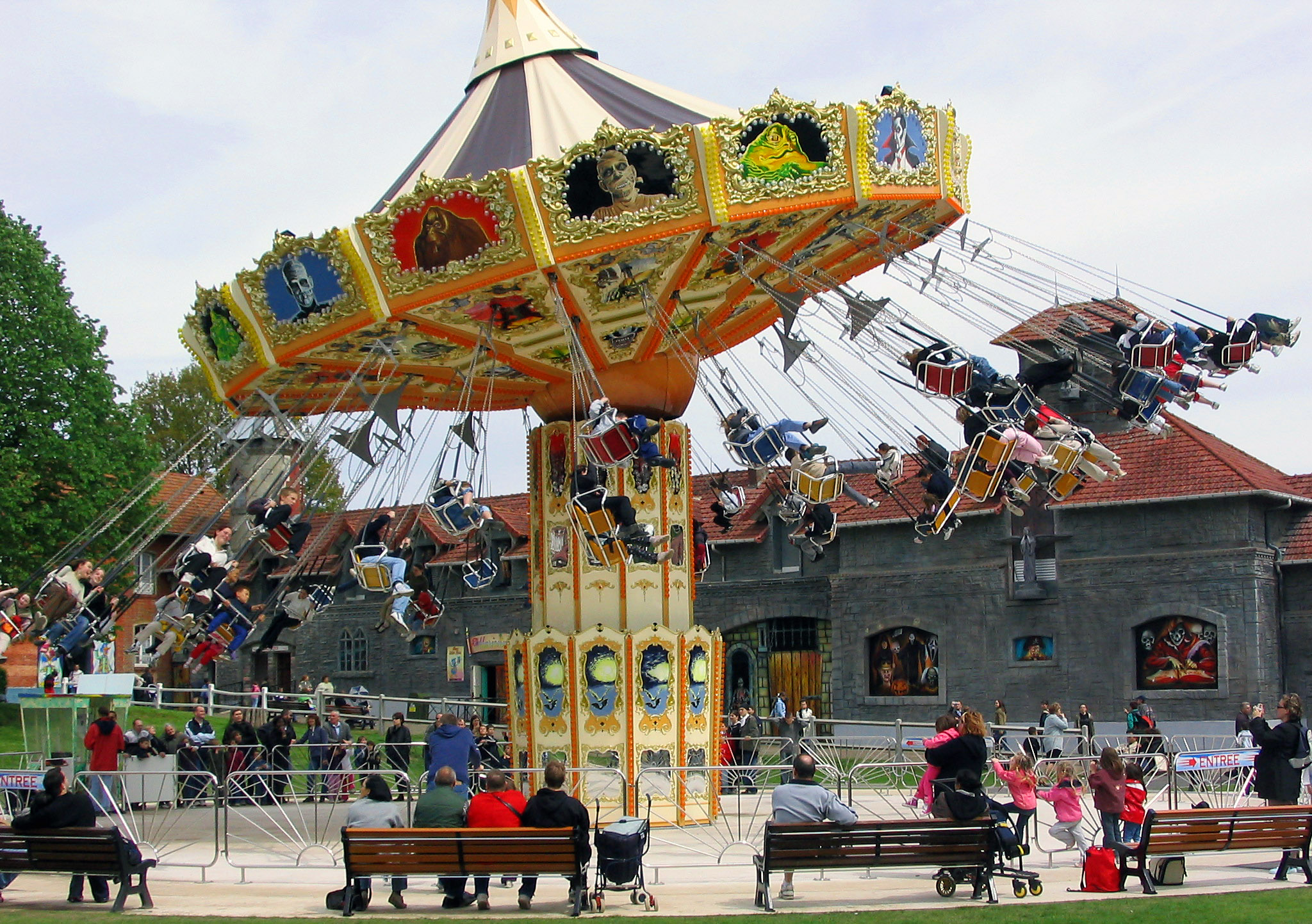
Un manège du Parc Saint-Paul.

La commune est notamment connue pour accueillir le Parc Saint-Paul, un parc de loisirs créé par la famille Campion à l'initiative du maire de l'époque.

## Culture locale et patrimoine

### Lieux et monuments
La commune possède deux monuments historiques sur son territoire : 
- Ancienne abbaye et Hostellerie des Dames : Désaffectée lors de la Révolution française et vendue comme bien national, elle devient de 1850 à 1995  une ferme d'élevage. En 1995 elle est reprise par un particulier qui entreprend  des travaux de restauration. 
De cette longue histoire subsistent, outre le site, les vestiges du portail de l'abbatiale consacrée en 1042, un pigeonnier de 1699, un des bâtiments du XVIIIe siècle ainsi que la plus ancienne maison de l'Oise l' « hostellerie des Dames » restée dans le patrimoine de l'abbaye du XVIe siècle à la Révolution française. 
Les ruines de l'abbatiale sont inscrites monument historique depuis le 11 avril 1933[33].
- Hostellerie des Dames : L'Hostellerie des Dames est inscrite monument historique depuis le 29 juillet 1935[34].

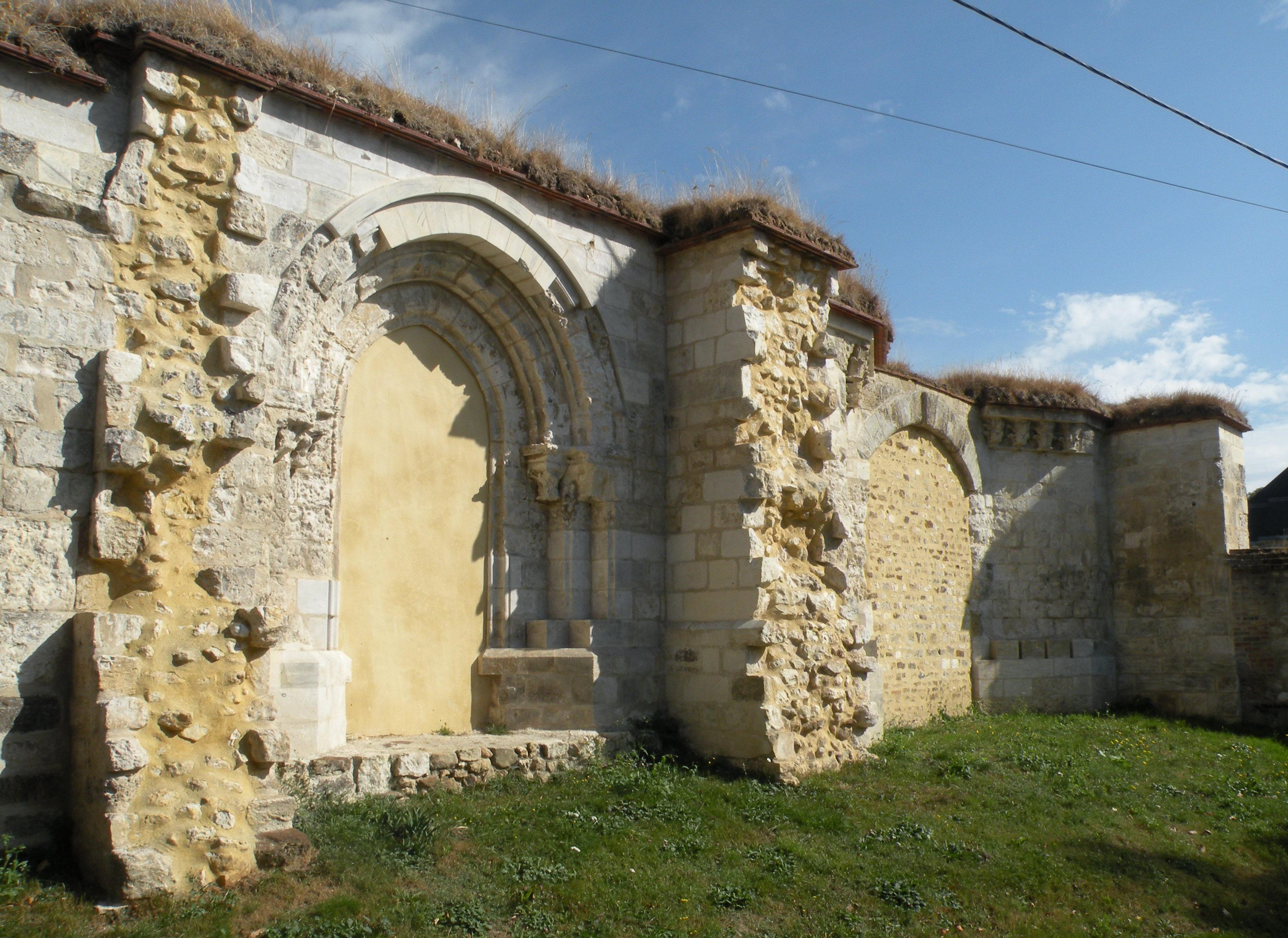
Les ruines de l'abbatiale.
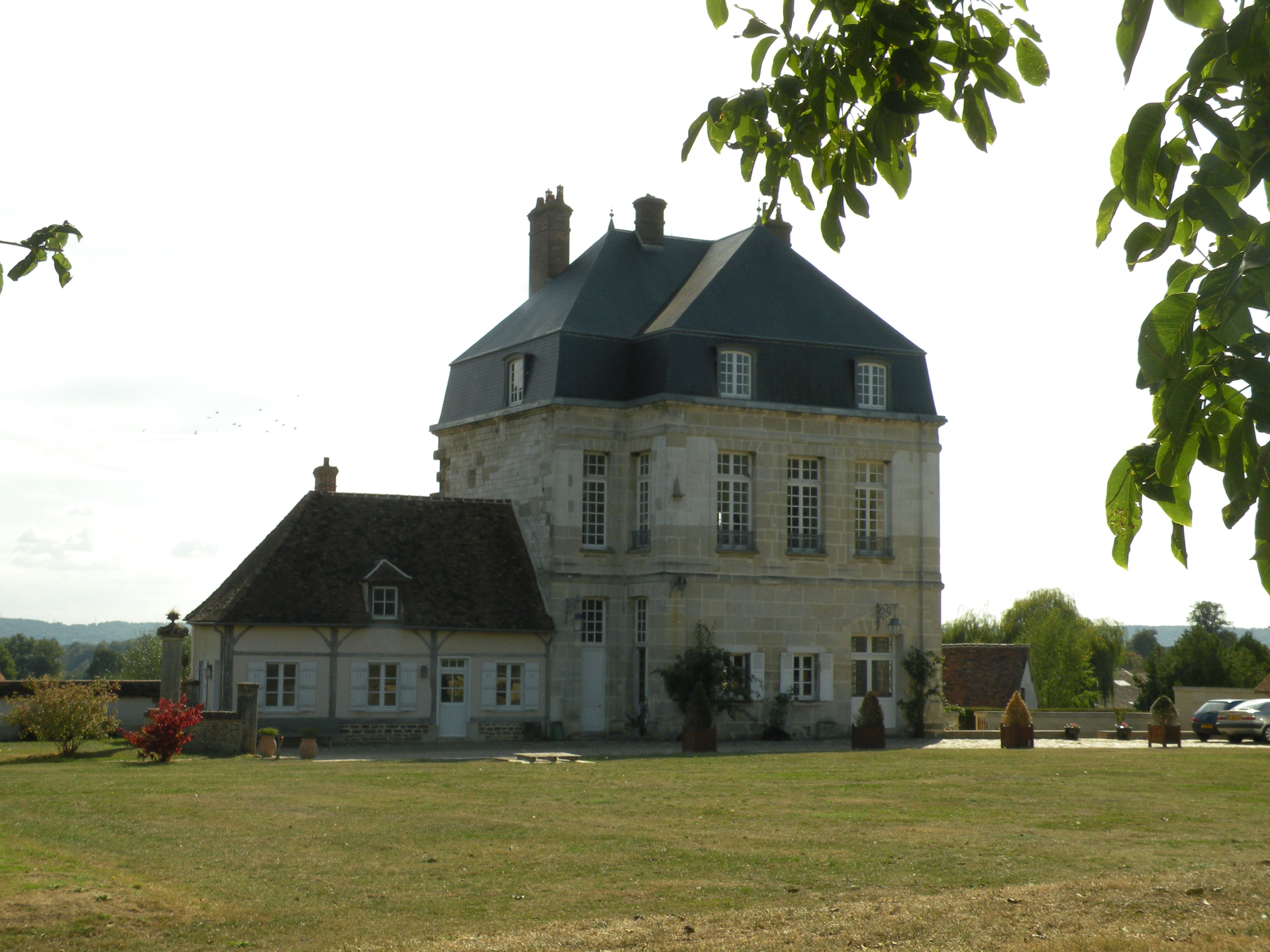
Les bâtiments de l'abbaye (XVIIIe siècle).
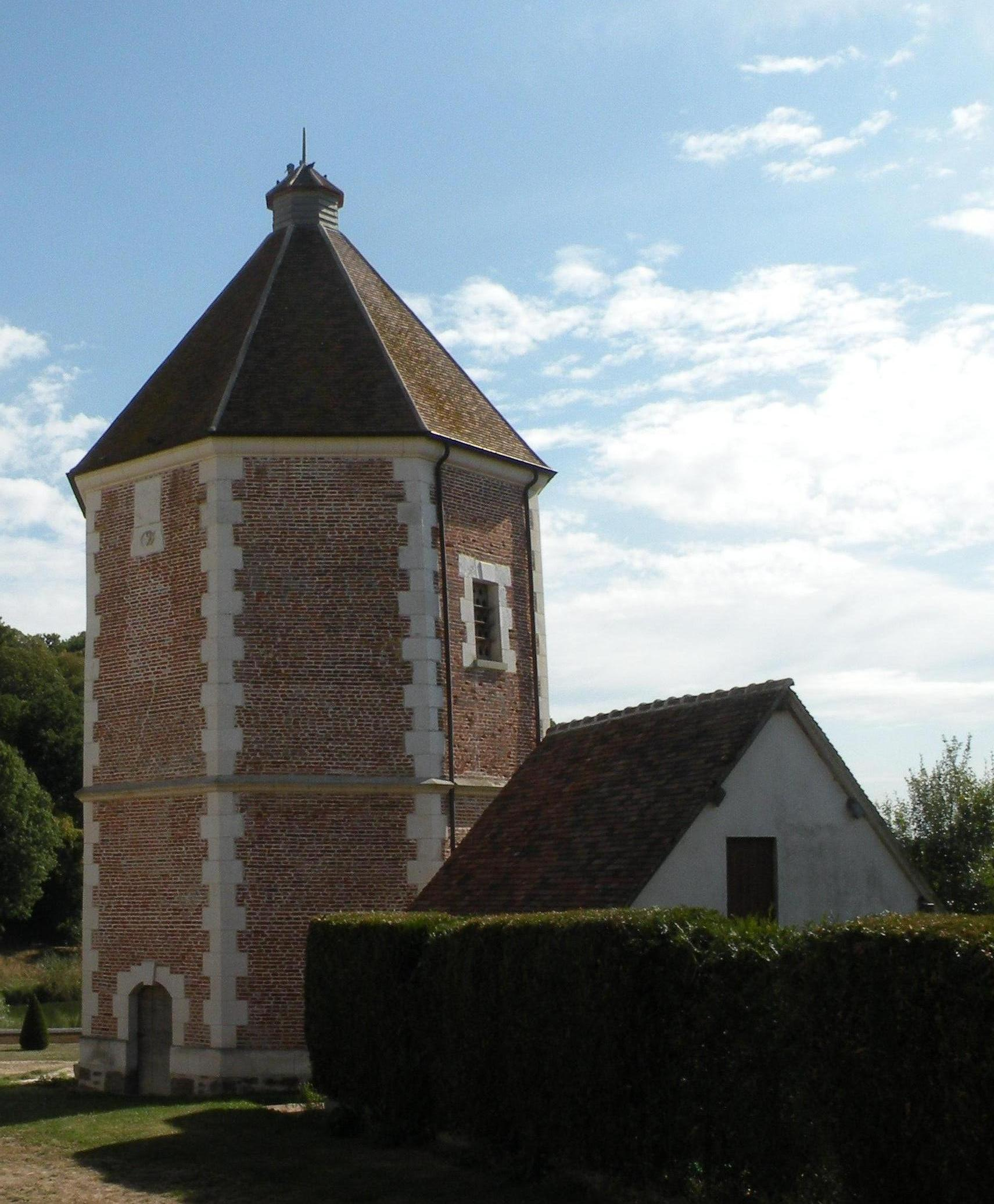
Le pigeonnier .
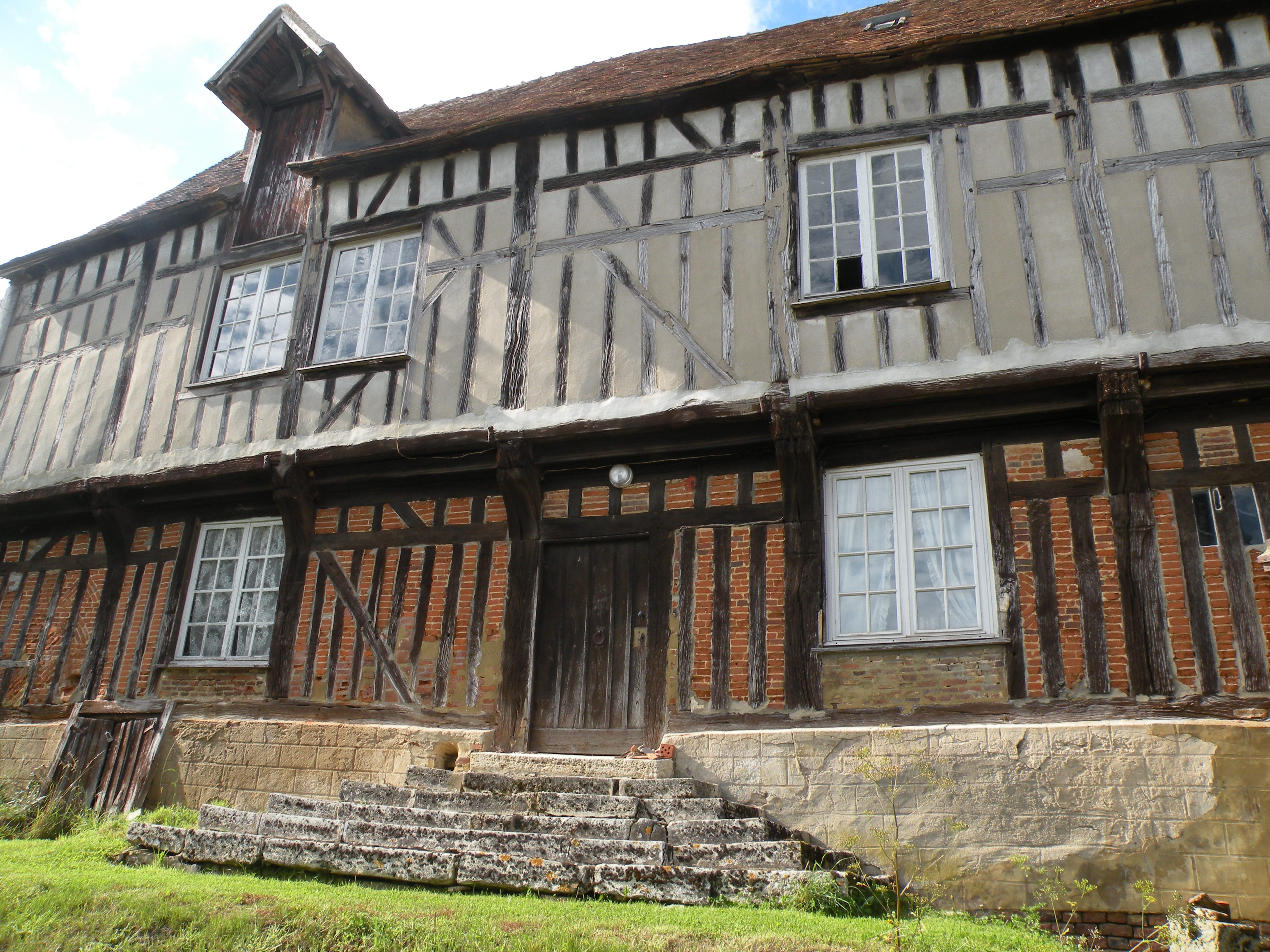
L'hôtellerie des Dames.

On peut également signaler : 
- L'église paroissiale : Une bonne partie de cette église remonte au XIe siècle. Elle est donc de la même époque que l'abbaye bénédictine située à proximité. À l'extérieur, l'abside est entourée d'une corniche appuyée sur des corbeaux représentant d'étranges animaux et des figures grimaçantes. 
À l'intérieur, la voûte en « cul de four » a été restaurée en 1892. 
La nef a été en grande partie détruite en 1442. Les Anglais et les Bourguignons incendièrent l'église et l'abbaye dont il ne reste plus que le réfectoire et la petite cuisine. L'Hostellerie qui venait d'être construite (1433) en face de la chapelle abbatiale a été épargnée. 
Un auvent, adossé au côté sud de la nef protégeait la petite porte d'entrée. Il datait du XVIe siècle. Très abîmé par le temps il a été démonté courant 1977.
- Le monument aux morts.

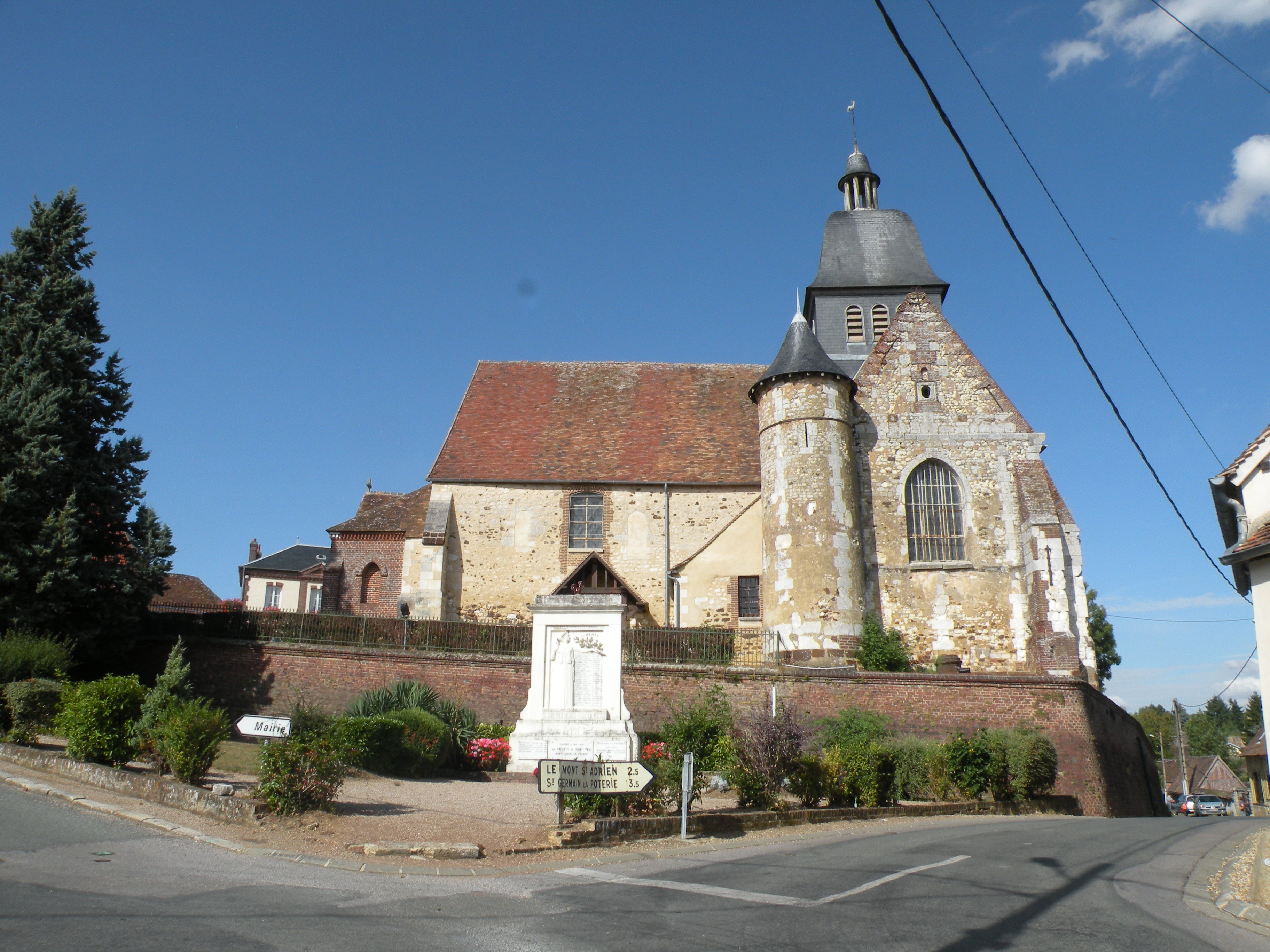
L'église vue du sud.
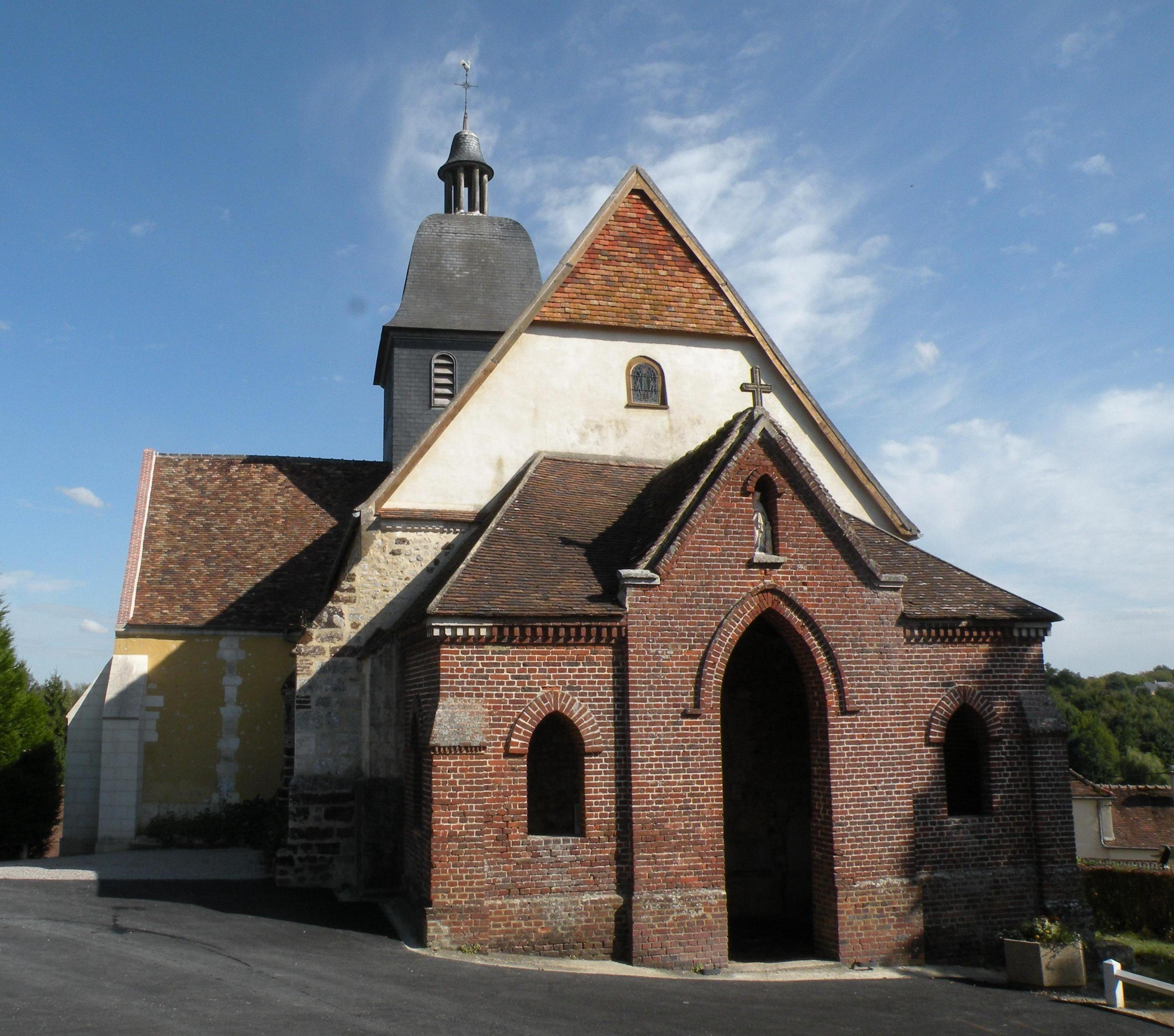
L'église vue de l'ouest.
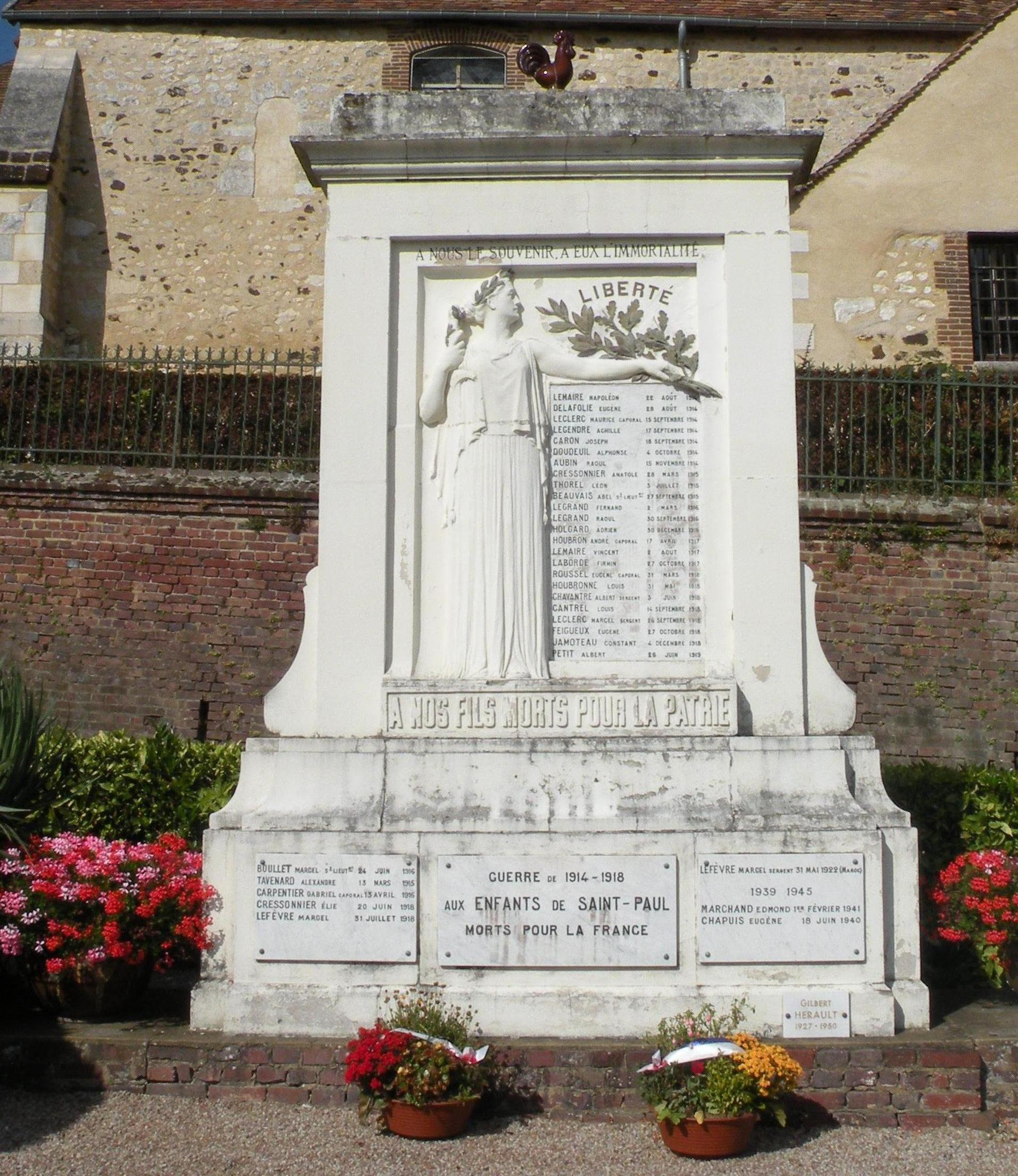
Le monument aux morts.

### Personnalités liées à la commune
- Angadrême de Renty, († 695), disciple de saint Ouen de Rouen, première abbesse du couvent d'Oroër (ou de l'Oratoire ou de Saint-Paul-lez-Beauvais ou Sanctus Paulus Bellovacensis) ; sainte chrétienne fêtée le 14 octobre ou localement le 27 juin[35],[36].
- Lucien Héraut (Hérault), né à Saint Paul, religieux trinitaire de la congrégation réformée de Pontoise, rédempteur d'esclaves. Il organisera deux voyages de rédemption à Alger. Soutenu par la régente Anne d'Autriche, il écrira "Les splendeurs de la charité" et mourra lors de la seconde rédemption à Alger en 1645[réf. nécessaire].

### Héraldique
| Armes de Saint-Paul | Les armes de Saint-Paul se blasonnent ainsi : De gueules à un pot d'argent avec un anse du même à senestre, au chef cousu d'azur chargé de trois fleurs de lys d'or |